# Pachykellya minima
Pachykellya minima är en musselart som beskrevs av Powell 1931. Pachykellya minima ingår i släktet Pachykellya och familjen Neoleptonidae. Inga underarter finns listade i Catalogue of Life.